# Spinus atratus
Spinus atratus là một loài chim trong họ Fringillidae.